# Побуна Исламске државе у Тунису
Побуна ИСИЛ-а у Тунису се односи на текуће милитантне и терористичке активности гране Исламске државе Ирака и Леванта у Тунису. Активност ИСИЛ-а у Тунису је почело у лето 2015. године са бомбашким нападима, иако су за ранији терористички инцидент у Бардо музеју у марту 2015. године власти оптуживале исламску Државу, а испоставило се да је за напад одговорна Окба Ибн Нафа бригада. Након масовних граничних сукоба у близини Бен Гверданса у марту 2016. године, активност ИСИЛ-а је окарактерисана као оружана побуна због пребацивања из претходних тактика спорадичних самоубилачких напада у покушајима да стекну територијалну контролу.

## Позадина
Дана 18. марта 2015. године, три милитаната напали су Музеј Бардо у главном граду Туниса и узели таоце. Двадесет и једна особа, углавном туристи из Европе, убијено је на лицу места, док је додатних жртава умрло десет дана касније. Око педесет других људи је рањено. Два нападача Јасин Лабиди и Сабља Хачнави, убијена су од стране полиције, док је трећи нападач побегао. Полиција је овај напад прогласила као терористички напад. Исламска Држава Ирака и Леванта (ИСИЛ) преузела је одговорност за овај напад, и претила да ће извршити даље нападе. Међутим, туниска влада је окривила локални огранак Ал Каиде у исламском Магребу, под називом Окба Ибн Нафа бригаде, за напад. У полицијској акцији 28. марта убијено је девет чланова ове групе.

## Хронологија
Дана 26. јуна 2015. године, најмање 37 особа је погинуло, а 36 рањено у нападу наоружаних људи на два хотела у летовалишту у Тунису, саопштило је министарство здравља те земље. Један нападач је ликвидиран, а други умакао. Одговорност за напад преузела Исламска држава.
Дана 24. новембра 2015. године, аутобус који је превозио председничке стражаре експлодирао је убивши 12 стражара, на главном путу у Тунису. ИСИЛ је преузео одговорност за напад. Бомбаш, који је такође погинуо у нападу, је идентификован као Хоуссем Абдели

## Фул—скала побуна
Дана 7. марта 2016. године, најмање 53 особе су погинуле у сукобима туниских снага и екстремиста у близини границе с Либијом, саопштила је влада Туниса. Наоружани мушкарци су у зору извели напад на град Бен Гардан, а борба се наставила и у току вечери. Тунис је затворио своју границу с Либијом, а министри унутрашњих послова и одбране отишли су у Бен Гердан да би надгледали операцију, наведено је у заједничком саопштењу та два туниска министарства. Влада Туниса у почетку није идентификовала нападаче и ниједна група није преузела одговорност за напад, међутим, два сајта блиска теористичкој организацији Исламска држава наводе да су екстремисти те групе учествовали у борби. Председник Туниса Беџи Каид Есебси изјавио је након напада да његова земља води рат против варвара. У нападу је погинуло 35 „терориста”, седморо цивила и 11 припадника безбедносних снага Туниса, наводи се у саопштењу туниске владе. Једна 12-годишња девојчица је међу жртвама напада. Напад у Тунису догодио се у јеку забринутости међународне заједнице због присуства екстремиста Исламске државе у суседној Либији. Туниске безбедносне снаге су прошле седмице у истој области убиле пет тешко наоружаних људи који су у земљу ушли из Либије с циљем да изведу терористичке нападе, како је тада рекао премијер Хабиб Есид. Дана 19. марта, 2 милитанта су убијена на граници са Либијом, у близини места напада Бен Гвердана, а рањено троје цивила и чланова безбедносних снага Дана 30. марта је убијено 4 туниска војника у заседи од стране ИСИЛ-а на граници са Либијом